# USS Jimmy Carter (SSN-23)
Pour les articles homonymes, voir James Carter, Jimmy Carter et Carter.
L’USS Jimmy Carter (SSN-23) est un sous-marin nucléaire d'attaque (SNA) de classe Seawolf de l’United States Navy. Il est en service depuis 2005.
Il a la particularité d'être équipé pour des opérations de renseignement clandestin : écoutes électromagnétiques et transport de commandos.

## Historique
Le 8 avril 1998, le Secrétaire à la Marine des États-Unis John Howard Dalton (en) annonce officiellement que le dernier des trois sous-marins de la classe Seawolf, la classe de sous-marins nucléaires alors la plus récente de l’US Navy, prendra le nom de l'ancien président James Earl Carter, Jr., le seul président des États-Unis à avoir servi dans les sous-marins.
En 1999, le public apprit que le Jimmy Carter, dont le lancement devait avoir lieu à l'origine en décembre 2000, allait être réaménagé en vue d'opérations de renseignement clandestin dont des écoutes d'origine électromagnétique (SIGINT), pour un coût de 400 millions de dollars. Pour cela, il a été allongé de trente mètres et dispose d'un sas d'un mètre cinquante de diamètre. Il mesure 138,10 m de longueur et a un déplacement de 11 650 tonnes (9 960 lège). Il peut embarquer cinquante commandos SEAL et un engin sous-marin.
Un an et demi plus tard, le coût de la conversion du Jimmy Carter dont la durée totale fut de 27 mois, était estimé à un milliard de dollars, dans le but, entre autres, de mettre sur écoute les câbles à fibres optiques et d’installer une interface permettant l'emport d'un sous-marin de poche ou d'une valise sèche, module amovible permettant aux plongeurs de sortir et de rentrer facilement pendant que le bateau est immergé. Le Jimmy Carter est construit en acier à haute résistance HY-100 afin de pouvoir plonger jusqu'à 600 mètres. Lancé en 2004, il entre en service le 19 février 2005.